# Juda ben Samuel
Jehuda ben Samuel, genannt Jehuda he-Chassid („Jehuda der Fromme“, geboren ca. 1140–50 vermutlich in Speyer; gestorben am 22. Februar 1217 in Regensburg), war ein deutsch-jüdischer Schriftgelehrter, Philosoph und Ethiker. Er war einer der bedeutendsten Vertreter einer Bewegung innerhalb des hochmittelalterlichen Judentums, der Chaside Aschkenas, die als Reaktion auf die blutigen Judenverfolgungen der Zeit der Kreuzzüge ab 1096 der streng rationalen rabbinischen Gelehrsamkeit eine mystisch-spirituelle Frömmigkeit, Askese und Märtyrerverehrung entgegensetzten.

## Leben
Jehuda ben Samuel he-Chasid entstammte der bekannten Rabbiner- und Gelehrtenfamilie der Kalonymiden. Sein Vater war der Schriftgelehrte Samuel ben Qalonymus he-Chasid. Einer seiner Lehrer war neben seinem Vater sein später als Rabbiner und liturgischer Dichter tätiger Bruder Abraham ben Samuel He-Chassid. Nach belegtem Wirken in Speyer verlegte Jehuda der Fromme 1195/96 vermutlich aufgrund judenfeindlicher Ausschreitungen am Niederrhein seinen Wohnsitz nach Regensburg, wo sich ebenfalls eine starke jüdische Gemeinde befand. Dort gründete er eine Talmudschule. Durch Jehuda ben Samuel he-Chasid stieg die Stadt kurzfristig zu einem Zentrum jüdischer Gelehrsamkeit auf, von dem aus auch Kontakte bis zu Gemeinden und Gelehrten des osteuropäischen Raumes wie z. B. Prag oder Krakau geknüpft wurden. Er blieb dort bis zu seinem Tod im Jahr 1217. Als bedeutendster Schüler Jehudas des Frommen gilt der mit ihm verwandte Eleazar von Worms. Weitere historisch vermutete Schüler von ihm sind Isaac ben Moses von Wien und Baruch ben Samuel von Mainz.
Während es an zeitgenössischen Quellen über Jehuda he-Chasid fehlt, sind zahlreiche Legenden aus dem 15. und 16. Jahrhundert über ihn überliefert. Er wurde – obwohl es im Judentum prinzipiell keine offizielle Heiligenverehrung gibt – nach seinem Tode in der jüdischen Hagiographie zumindest im deutschsprachigen Raum zum asketischen „Heiligen“ und Wunderheiler (Baàlé Schemot) verklärt.

## Werke

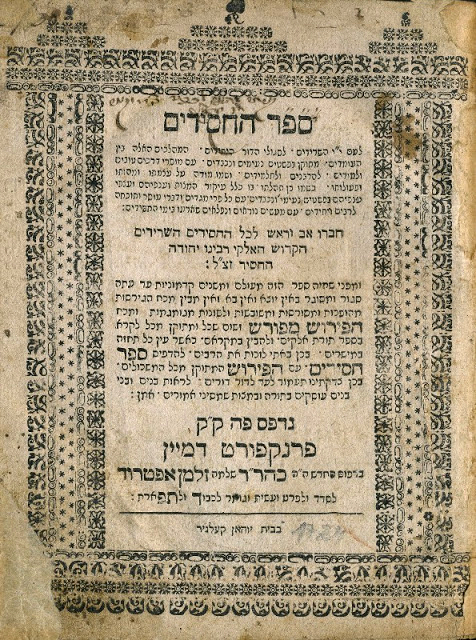
Sefer Chasidim von Juda ben Samuel, Ausgabe von 1724, Frankfurt am Main

Das einflussreichste der ihm in Teilen zugeschriebenen Werke ist das Sefer Chasidim („Buch der Frommen“), welches nach Gershom Scholem „eines der bedeutendsten und denkwürdigsten Produkte der jüdischen Literatur“ darstellt, welches es erlaubt, „tief in das wirkliche Leben einer jüdischen Gemeinschaft in allen ihren Äußerungen Einblick zu gewinnen.“ Es ist eine in Teilen sozial-ethische wie sozial-revolutionäre Schrift, die dem mittelalterlichen Judentum neue Perspektiven aufzeigte, gleichzeitig aber ein Werk voller rätselhafter und mystischer Symbolik, die schwer zu deuten ist. Das Werk ist eine in ihrer Art einmalige Quelle für das jüdische Leben und dessen christliche Umwelt im ausgehenden 12. und beginnenden 13. Jahrhundert. Ein weiteres wichtiges Buch (Sefer HaKavod – „Buch der Ehre“) ging verloren und ist nur bruchstückhaft durch Zitate anderer Autoren überliefert. Der Großteil seiner Schriften zur esoterischen Theologie ist verlorengegangen. Manche Passagen des Buches der Frommen erläutern auch die philosophisch-mystische Seite des Tanach und Talmud. Von den mystisch-esoterischen Aspekten des Buches der Frommen ist allerdings kaum eine Wirkung ausgegangen. Es wurde später eher die spanische Kabbala maßgebend.

## Wissenswert

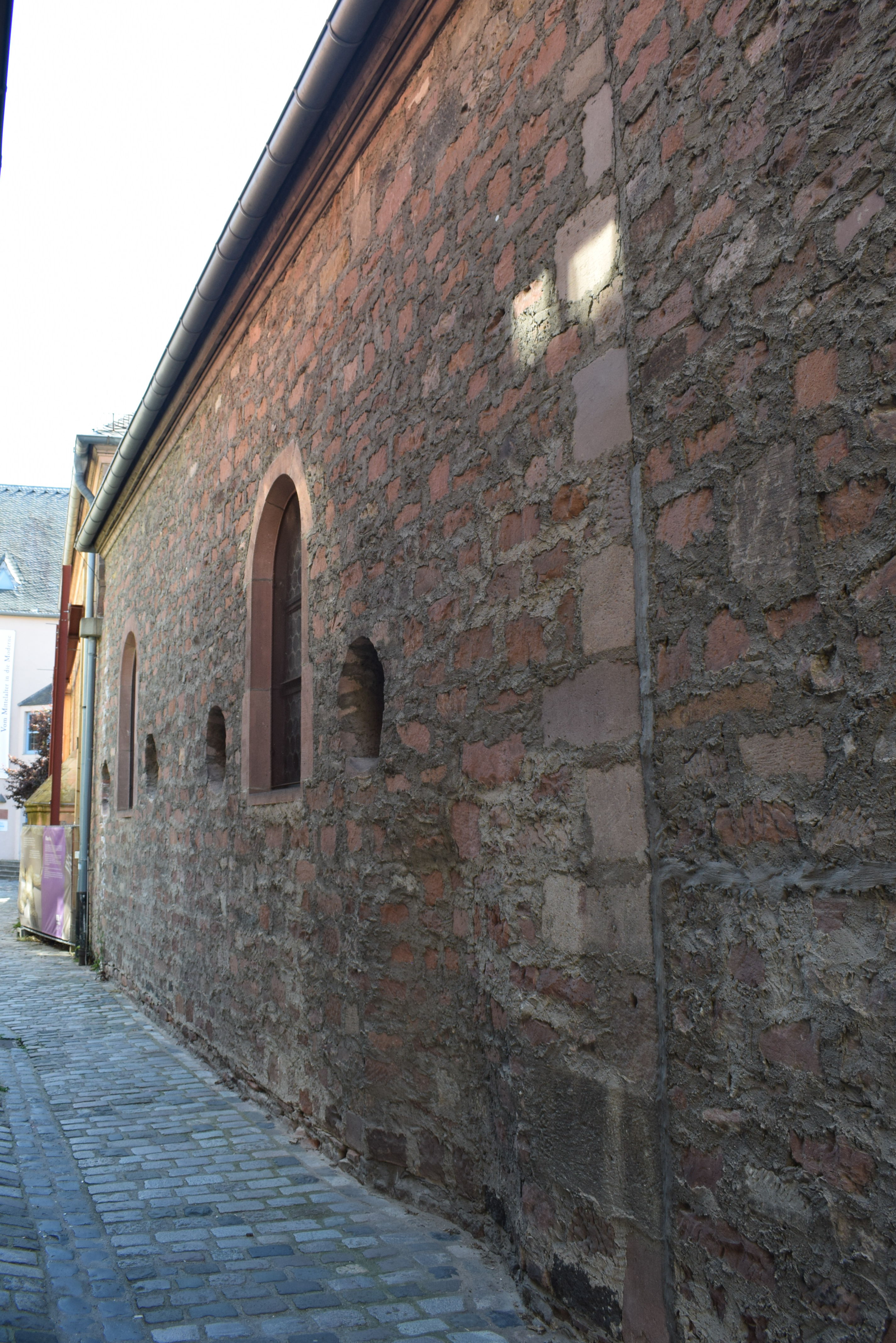
Jehuda he-Chassid-Mauer an der Wormser Synagoge

Die Bedeutung von Juda ben Samuel wird durch eine Legende betont, die Juspa Schammes in seiner Geschichtensammlung Ma'asseh nissim überliefert hat: Danach habe, während seine Mutter mit ihm schwanger war, ein Fuhrmann versucht, sie in der Hinteren Judengasse, einer schmalen Gasse an der Ostseite der Wormser Synagoge, mit einem Fuhrwerk zu überfahren. Sie sei nur gerettet worden, weil die Synagogenmauer, an die sie sich drückte, nach innen ausgewichen sei. Die Delle in der Mauer ist noch heute zu sehen.
Eleasar ben Juda ben Kalonymos, Rabbiner der Jüdischen Gemeinde Worms und führend im Verbund der SchUM-Städte tätig, war sein Schüler, Simḥa bar Šemu’el ein Briefpartner.